# Nicholas Pileggi
Nicholas Pileggi (nacido el 22 de febrero de 1933 en Nueva York) es un escritor y guionista italoestadounidense, más conocido por escribir el libro Wiseguy. Sus libros Wiseguy y Casino han sido adaptados a la gran pantalla, siendo ambas películas dirigidas por Martin Scorsese. Pileggi también escribió el guion para la película City Hall. Comenzó su carrera como periodista. Tuvo siempre un gran interés por la mafia, a través de lo cual desarrolló habilidad e intuición para escribir libros tales como Wiseguy y Casino. Es asimismo el autor del libro Blye: Private Eye. 
Pileggi es el productor ejecutivo de la película American Gangster, dirigida por Ridley Scott.

## Premios y nominaciones
Premios Óscar
| Año  | Categoría            | Película   | Resultado |
| ---- | -------------------- | ---------- | --------- |
| 1991 | Mejor guion adaptado | Goodfellas | Nominado  |